# Józef Jordan
Józef Jordan (ur. 4 października 1930, zm. 27 grudnia 2021) – polski otolaryngolog, dr hab. n. med.

## Życiorys
Ukończył w 1954 r. Akademię Medyczną w Gdańsku. Obronił pracę doktorską, następnie uzyskał stopień doktora habilitowanego. W latach 1952–2001 zatrudniony w Akademii Medycznej w Gdańsku, początkowo w Zakładzie Anatomii Prawidłowej, a następnie na stanowisku profesora w Katedrze i Klinice Chorób Uszu, Nosa, Gardła i Krtani na Wydziale Lekarskim. Członek Senatu AM w latach 1993–1996. Później był ordynatorem oddziału otolaryngologicznego Szpitala Miejskiego w Gdyni, którym kierował na poziomie klinicznym.
Był członkiem Polskiego Towarzystwa Otorynolaryngologów Chirurgów Głowy i Szyi, członkiem Zarządu Oddziału Gdańskiego, wiceprzewodniczącym Oddziału Gdańskiego (1986–1989).
Pochowany 15 stycznia 2022 r. na cmentarzu komunalnym przy ul. Spokojnej w Gdyni (sektor 12-3-14a).

## Ordery i odznaczenia
- Krzyż Kawalerski Orderu Odrodzenia Polski (1983)
- Złoty Krzyż Zasługi (1974)
- Medal Komisji Edukacji Narodowej (2000)
- Odznaka honorowa „Za wzorową pracę w służbie zdrowia” (1973)
- Medal „Zasłużony dla Ziemi Elbląskiej” (1985)
- Medal „Zasłużony Akademii Medycznej w Gdańsku” (1991)
- Odznaka honorowa „Za zasługi dla Gdańska” (1974)

Źródło:.